# شون بيرغن
شون بيرغن (بالإنجليزية: Sean Bergin)‏ هو عازف جاز جنوب أفريقي، ولد في 29 يونيو 1948 في ديربان في جنوب أفريقيا، وتوفي في 1 سبتمبر 2012 في أمستردام في هولندا بسبب مرض.

## وصلات خارجية
- شون بيرغن على موقع IMDb (الإنجليزية)
- شون بيرغن على موقع ميوزك برينز (الإنجليزية)
- شون بيرغن على موقع ديسكوغز (الإنجليزية)